# Chomvu
Chomvu ist ein Verwaltungsbezirk (Ward) des Distrikts Mwanga in der tansanischen Region Kilimandscharo.

## Geografie
Chomvu liegt im Nordosten von Tansania im nördlichen Pare-Gebirge, rund 55 Kilometer Luftlinie südöstlich der Regionshauptstadt Moshi. Im Bezirk und seinen Nachbarbezirken liegt der 885 Hektar große Wald Kindoroko.
Der Bezirk grenzt im Nordwesten an Kighare, im Nordosten an Kirongwe, im Osten an Kigonigoni, im Südosten an Kwakoa, im Süden an Kilomeni und im Westen an Ngujini. Bei der Volkszählung 2022 lebten 7352 Menschen in 1869 Haushalten auf einer Fläche von 25,8 Quadratkilometern.

## Gliederung
Der Bezirk besteht aus vier Gemeinden (Mtaa) mit 21 Orten (Kitongoji):
| Ndorwe - Msudu - Mugha - Mkuu - Vanyua - Kihawa - Shighati | Mshewa - Mshewa Juu - Mshewa Kati - Ikamba - Ngeja Juu - Ngeja Kati - Mchali | Chomvu - Chomvu Juu - Chomvu Kati - Sereni - Mwerera | Kimbale - Kimbale - Goma - Mabweni - Rirayo - Kwa Nguma |

## Wirtschaft und Infrastruktur
- Gesundheit: In den Gemeinden Chomvu und Ndorwe liegt je eine öffentliche Apotheke.[9][10]
- Bildung: Im Bezirk gibt es vier weiterführende Schulen,[11] die Kirongaya Secondary School,[12] die Lomwe Secondary School,[13] die Ndorwe Secondary School[14] und die Usangi Secondary School.[15] Alle vier sind öffentliche Schulen mit einer Ausbildung bis zur 4. Stufe.

## Persönlichkeiten
- Cleopa David Msuya (1931–2025), tansanischer Politiker, u. a. Premierminister